# Skąposzczety

Schemat budowy wewnętrznej dwóch metamerów skąposzczeta:
Oznaczenia cyfr:
1 – światło jelita,
2 – tyflosolis,
3 – szczecinki,
4 – oskórek,
5 – naczynia krwionośne,
6 – nabłonek,
7 – mięśnie okrężne,
8 – przegroda międzysegmentowa,
9 – kanalik zakończony otworem wydalniczym,
10 – metanefrydium,
11 – segmentalny zwój nerwowy.

Skąposzczety (Oligochaeta) – grupa około 5000 gatunków pierścienic o wyraźnie segmentowanym, wydłużonym ciele pozbawionym parapodiów i bez przydatków na głowowym odcinku ciała, z nielicznymi i prostymi, chitynowymi szczecinami, tradycyjnie klasyfikowana jako podgromada siodełkowców (Clitellata). Ewolucyjnie wywodzone są od morskich wieloszczetów. Większość gatunków zamieszkuje środowiska lądowe i słodkowodne, ale są też takie, które żyją w wodach słonawych i słonych. Żywią się martwą materią organiczną, mikroorganizmami i cząstkami żywych roślin. Niektóre są drapieżnikami, komensalami lub pasożytami. Większość gatunków odgrywa znaczącą rolę w kształtowaniu właściwej struktury gleby lub w procesach samooczyszczania się wód. 
W Polsce stwierdzono występowanie 216 gatunków skąposzczetów.

## Morfologia
Drobne gatunki mają ciało przezroczystobiaławe lub białawe, o długości od poniżej jednego do kilku milimetrów. Ciało większych ma ubarwienie czerwone, brunatne lub fioletowe. Długość największych osobników dżdżownicy australijskiej sięga 3 m. Ciało charakteryzuje się wyraźną, homonomiczną segmentacją zewnętrzną, u większości z odpowiadającą jej segmentacją wewnętrzną. Liczba segmentów wynosi od kilku do kilkuset.
Zwłaszcza życie w glebie spowodowało głębokie zmiany w budowie ciała skąposzczetów, które widać wyraźnie np. u dżdżownicy ziemnej. Podczas drążenia korytarzy w stosunkowo twardym podłożu wszystkie delikatne wyrostki ciała byłyby narażone na zniszczenie, dżdżownice nie mają więc ani żadnych czułków, ani parapodiów. Zachowały tylko pęki szczecinek, po 4 na segment. Odpowiednio do twardości podłoża dżdżownice mają szczecinki nieliczne, krótkie i grube, zaś rureczniki, ryjące w miękkim mule zbiorników wodnych, mają szczecinki liczniejsze, cieńsze i dłuższe. 
Światło nie dociera w głąb gleby i mułu, więc skąposzczety w nich żyjące nie mają oczu. Ich naskórek jest w pewnym stopniu wrażliwy na światło, potrafią odróżniać miejsca jasne od zacienionych, co może mieć znaczenie życiowe, np. dla dżdżownicy zaskoczonej na powierzchni ziemi przez wschód słońca. Oczy o prostej budowie występują jedynie u żyjących w wodzie najadowatych.
Ze względu na ryjący tryb życia zwierzęta te mają przód ciała zwężony i stożkowo zaostrzony. Część głowowa złożona jest z osłaniającego otwór gębowy płata czołowego i z płata gębowego.

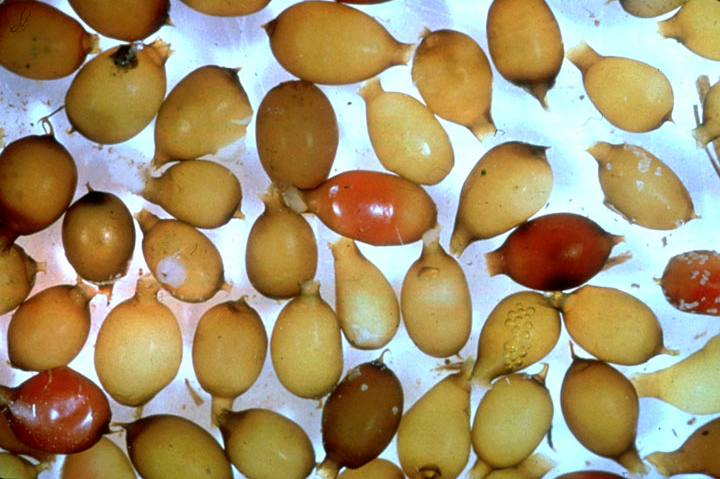
Kokony jajowe dżdżownicy

### Układ rozrodczy
Układ rozrodczy skąposzczetów jest obojnaczy i w porównaniu z prostą budową zewnętrzną, dość skomplikowany. Większość tych komplikacji służy zapewnieniu zapłodnienia krzyżowego w środowisku, w którym plemniki nie mogą pływać swobodnie jak w środowisku wodnym. Charakterystyczną strukturą występującą u dojrzałych płciowo skąposzczetów i biorącą udział w rozmnażaniu jest siodełko (klitellum), wytwarzające śluz sklejający kopulujące osobniki i uczestniczący w tworzeniu kokonów, do których składane są jaja. Rozwój jest w większości wypadków prosty, tzn. z jaja rozwijającego się w kokonie wylęga się młody osobnik podobny do postaci dojrzałej. Część gatunków rozmnaża się przez podział ciała i regenerację brakujących części. Niektóre skąposzczety rozmnażają się na przemian płciowo i bezpłciowo.

## Znaczenie

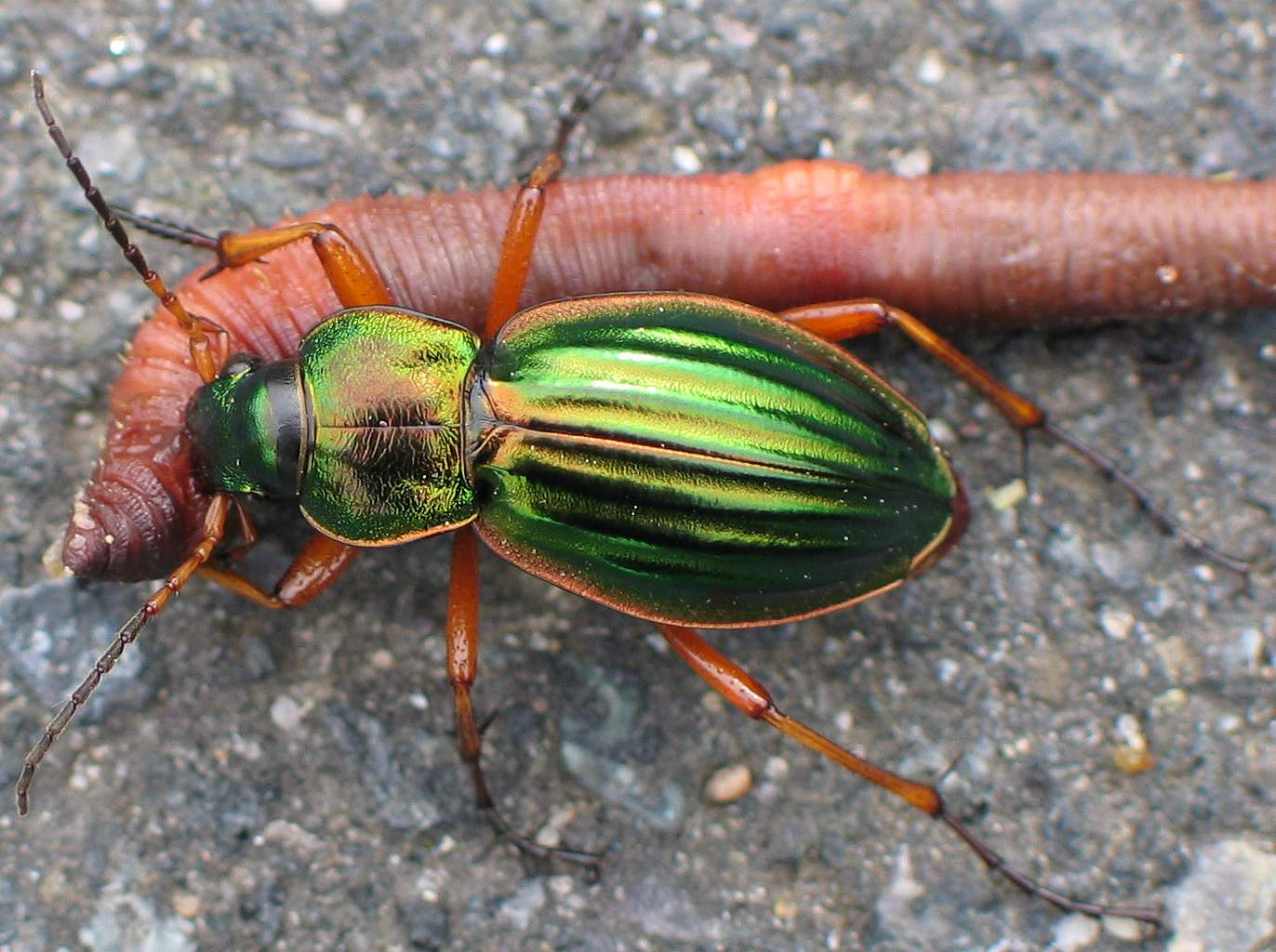
Biegacz złocisty zjadający dżdżownicę

Jak wszyscy mułożercy, skąposzczety są ważnym składnikiem biocenoz. Grupy żyjące w glebie, np. dżdżownice i mniejsze, białe wazonkowce, są ważne z innego jeszcze względu. Ryjąc korytarze spulchniają, przewietrzają i mieszają glebę, a konsumując szczątki roślin przyspieszają ich rozkład. Skąposzczety żyjące w osadach dennych zbiorników wodnych (np. rureczniki) przyczyniają się do samooczyszczania się wód. Z tego powodu niektóre z nich są wykorzystywane jako gatunki wskaźnikowe (bioindykatory). Wodne skąposzczety stanowią pokarm wielu zwierząt, zwłaszcza ryb, a lądowe są zjadane przez płazy, ptaki, ssaki, wije oraz niektóre owady.

## Klasyfikacja
Filogeneza pierścienic zaliczanych do siodełkowców pozostaje słabo poznana. Przez ponad 100 lat skąposzczety były klasyfikowane w dwóch głównych grupach (Microdrili i Megadrili). Do pierwszej zaliczano małe organizmy związane głównie ze środowiskiem wodnym, a do drugiej większe gatunki glebowe. W XX wieku przedstawiono wiele hipotez klasyfikacji Oligochaeta, jednak żadna z nich nie została dotychczas potwierdzona kolejnymi badaniami. Naukowcy zajmujący się badaniem filogenezy tej grupy organizmów odchodzą nawet od stosowania podziału skąposzczetów na poziomie rzędów do czasu uzyskania wiążących wyników badań. 
Opisano ponad 8000 gatunków skąposzczetów, których prawdopodobnie około 5000 nazw można uznać za poprawne. Reszta to nazwy synonimiczne. Wyróżniono około 40 rodzin, ale co najmniej kilkunastu z nich nie uznaje się za taksony monofiletyczne.
Wybrane rodziny skąposzczetów:
- Criodrilidae
- Enchytraeidae – wazonkowcowate
- Haplotaxidae
- Lumbricidae – dżdżownicowate
- Lumbriculidae – dżdżowniczki
- Naididae sensu lato – obejmuje rurecznikowate i najadowate
- Propappidae

Niektóre badania DNA sugerują, że Oligochaeta jest taksonem parafiletycznym, a tradycyjnie wyróżniane obok skąposzczetów podgromady siodełkowców (Branchiobdellae i Hirudinea sensu lato) zawierają się w kladzie obejmującym skąposzczety. Jeśli dalsze badania potwierdzą takie relacje pokrewieństwa będzie to oznaczało, że siodełkowce (Clitellata) i skąposzczety (Oligochaeta) staną się nazwami synonimicznymi.